# Śmiertelna bezsenność rodzinna
Śmiertelna bezsenność rodzinna (ang. fatal familial insomnia, FFI) – choroba mózgu dziedziczona autosomalnie dominująco. Mutacja w genie PRNP odpowiedzialna za wystąpienie objawów FFI, została wykryta u zaledwie 70 rodzin i 37 pojedynczych osób na świecie (stan na 20 września 2022). Jeżeli chociaż jeden rodzic jest nosicielem wadliwego genu, u potomstwa istnieje statystycznie 50% ryzyka jego odziedziczenia i rozwoju choroby, która jest nieuleczalna i zawsze prowadzi do śmierci.

## Historia
Pierwszy opis choroby pochodzi z 1765 roku – opisano przypadek Włocha, najprawdopodobniej cierpiącego na FFI.
Dzięki wywiadowi z dr. Ignazio Roiterem, dyrektorem medycyny ogólnej i endokrynologiem w szpitalu Treviso, badacze dowiedzieli się o przypadku pewnej rodziny. Roiter, będący wówczas jeszcze młodym lekarzem, spotkał się z tajemniczymi objawami u trzech członków rodziny swojej małżonki. W wieku średnim rozwinęła się u nich m.in. bezsenność i doprowadziła do śmierci w ciągu kilku miesięcy. Dr Roiter skonsultował się wtedy z ośrodkiem neurologicznym w Bolonii. Następnie, po przeprowadzonej sekcji zwłok, odkryto znaczne wyczerpanie neuronów i częściową astrogliozę. Był to pierwszy opisany klinicznie przypadek FFI.
Pierwszy opis choroby pojawił się w 1986 roku w ramach pracy E. Lugaresi i jego zespołu. W badaniu, pacjentem był 53-letni mężczyzna cierpiący z powodu FFI. Jego dwie siostry oraz wielu innych krewnych zmarło skarżąc się na podobne dolegliwości. Po przebadaniu mózgów 53-latka oraz jednej z jego sióstr, wykazano, że doszło u nich do ciężkiej degeneracji neuronów.

## Etiopatogeneza
Pod koniec lat 90. naukowcy wykazali, że śmiertelną bezsenność rodzinną powoduje zmutowane białko zwane prionem (ang. proteinaceus infectious particle), które w swojej strukturze zamiast kwasu asparaginowego posiada asparaginę. Mutacja ta zmienia kształt cząsteczki białka i powoduje zmiany w kształcie kolejnych, zdrowych protein w mózgu. Powoduje to zmiany we wzgórzu, części mózgu odpowiedzialnej między innymi za regulację snu. Rezultatem tego jest bezsenność oraz późniejsze powikłania.
Wiek wystąpienia choroby jest różny i waha się między 20-61 latami (średnio 50 lat). Zgon następuje zwykle pomiędzy 7. a 36. miesiącem od wystąpienia objawów choroby. Ujawnienie się choroby zależy od konkretnego pacjenta; różni się nawet między członkami tej samej rodziny. 

## Diagnoza
Testy diagnostyczne, w celu potwierdzenia lub wykluczenia choroby, mogą obejmować:
- badania laboratoryjne, np. analiza płynu mózgowo-rdzeniowego, testy RT QuIC (bezpośrednie wykrycie prionu), badania krwi (może wykazać podwyższone stężenie kortyzolu w osoczu), badania czynności wątroby, itp.,
- obrazowanie:
  - rezonans magnetyczny (MRI): w przypadku FFI rezonans nie jest zalecanym badaniem (w przeciwieństwie do choroby Creutzfeldta-Jakoba),
  - pozytonowa tomografia emisyjna z fluorodeoksyglukozą (FDG PET): zwykle wykrywa hipometabolizm w obszarze wzgórza i kory obręczy we wczesnym etapie FFI,
  - emisyjna tomografia komputerowa pojedynczego fotonu (SPECT): wykrywa spadek transporterów dopaminy i serotoniny,
  - tomografia komputerowa (TK),
- elektroencefalografia (EEG),
- wywiad rodzinny (chory w rodzinie znacząco zwiększa prawdopodobieństwo pozytywnego wyniku diagnozy),
- polisomnografia (pomocna zwłaszcza we wczesnych etapach FFI),
- badania genetyczne (do zdiagnozowania FFI niezbędne jest wykrycie mutacji PrP)[10][11][12].

## Obraz kliniczny
W przebiegu FFI można wyróżnić kolejne etapy:
- ETAP PIERWSZY (trwa 3-6 miesięcy): pojawia się bezsenność nasilająca się z czasem, astenia, nerwowość, rozkojarzenie, możliwe jest pojawienie się objawów psychotycznych, takich jak: niezwykłe sny, ataki paniki, paranoja, itp.
- ETAP DRUGI (trwa 5-9 miesięcy): pojawiają się zaburzenia i częste zmiany nastroju, lęk, depresja. Zaczynają się objawiać znaczące dysfunkcje układu nerwowego, powodujące: przyspieszenie akcji serca, podwyższenie ciśnienia krwi, podwyższenie temperatury, nadmierne pocenie się, przyspieszony oddech i dolegliwości wynikające ze zbyt wysokiego poziomu hormonów stresowych. Istnieje możliwość pojawienia się trudności w poruszaniu się. Nasilają się ataki paniki, a także halucynacje.
- ETAP TRZECI (trwa 3 miesiące): rytm dobowy i cykl snu pacjenta są niezwykle zakłócone, a zaśnięcie staje się coraz trudniejsze. Brak snu prowadzi do szybkiego spadku masy ciała pacjenta.
- ETAP CZWARTY (trwa do 6 miesięcy): z powodu braku snu pojawia się demencja, problemy z mówieniem (niemota lub niekontaktowość), a w końcowej fazie śpiączka, przechodząca do śmierci. Nagła śmierć zwykle jest wynikiem bezdechu lub niewydolności układu krążenia[13].

Powikłaniami zaburzenia funkcjonowania układu nerwowego są np. problemy z uwagą, koncentracją, niewyraźne widzenie, spadek masy ciała, zaburzenia termoregulacji, pamięci, trudności w połykaniu oraz zmiany ciśnienia krwi i akcji serca.
Ogólny obraz kliniczny może obejmować także mioklonie, zaburzenia endokrynologiczne, zaburzenia autonomicznego układu nerwowego, ataksję, objawy piramidowe oraz demencję.

## Leczenie
Obecne leczenie śmiertelnej rodzinnej bezsenności polega na terapii paliatywnej: nie istnieją skuteczne leki na samą chorobę. Stosuje się środki doraźne. Pacjenci z FFI słabo lub wcale nie reagują na leki konwencjonalne (środki uspokajające, benzodiazepiny). Spotyka się leczenie pacjentów FFI obejmujące suplementowanie melatoniny, czy mikro-/makroelementów lub witamin, jednak i ono nie jest w stanie zapobiec rozwojowi choroby. Stosuje się również środki psychiatryczne. W ramach opieki paliatywnej pacjent jest czasem również zmuszony do odstawienia (pod zaleceniem specjalisty) danych leków, które mogą nasilać objawy choroby.
Kwas gamma-hydroksymasłowy (GHB), u pacjenta z 14-miesięczną bezsennością, podany w dawce 3mg, wywołał 3 godziny snu. Pacjent budził się uważny i reagował na pytania. W trzecim tygodniu terapii GHB, pacjent doznał nagłej gorączki i niepokoju, a później zmarł. Dane są niewystarczające, by określić, czy leki wydłużyły lub skróciły czas życia pacjenta. Tego rodzaju próby leczenia splątania nie są jednak częste w ogólnej terapii FFI i zazwyczaj mają jedynie charakter badawczy. 
Analizy przeprowadzone w 2016 roku przez J. Burchell i P. Panegyres wskazują możliwość skuteczności immunoterapii w hamowaniu progresji choroby. Nie stosuje się jej jednak u pacjentów z FFI ze względu na ryzyko niebezpiecznych skutków ubocznych oraz inne ograniczenia.
Do metod leczenia psychologicznych aspektów FFI należą wszelkiego rodzaju grupy wsparcia oraz pomoc psychologiczna dla chorego i jego rodziny.